# Ernst Thalmann (Sekretär)
Karl Ernst Thalmann (* 1857; † 1915) war Freund und Sekretär von Walther Wolfgang von Goethe (1818–1885). Dieser wiederum war Enkel und letzter Nachfahre Johann Wolfgang von Goethes.

## Leben
Thalmann war Sohn eines Gutsbesitzers und Kaufmanns aus Leipzig. Großherzog Carl Alexander nannte Thalmann Wolfs ami de feu. Aus Walther Wolfgang von Goethes Nachlass erhielt er, der inzwischen in einem eigenen Haushalt lebte, 22.000 Mark. Auch pflegte Thalmann ihn und sorgte für dessen pflegebedürftigen Bruder Wolfgang Maximilian von Goethe, den er auch pflegte, für dessen Umzug nach Leipzig, der 1879 stattfand. Er begleitete außer ihm selbst dessen Bruder Walther Wolfgang von Goethe auch auf Reisen, wie eine 1884 nach Süddeutschland, vermutlich nach München, "dessen Zweck in geheimnisvolles Dunkel gehüllt ist". So schreibt es Wolfgang Vulpius in seiner Biographie zu Walther Wolfgang von Goethe. Das ist nicht seine Idee, sondern in einem französischsprachigen Tagebuch mit dem Tag 18. April 1885 spielt der Großherzog Carl Alexander auf diese an. Thalmann erlebte in Leipzig den Tod Wolfgang Maximilian von Goethes 1883, der als Untermieter des Kutschers Seifried in seinen Armen starb. Der Leipziger Kaufmann Thalmann schenkte der Jenaer Universitätsbibliothek 1888/89 190 Bücher, die ihm Wolfgang Maximilian von Goethe testamentarisch hinterließ. Darunter war auch handschriftliches Studienmaterial Maximilian von Goethes.